# Ferdinando Quaglia

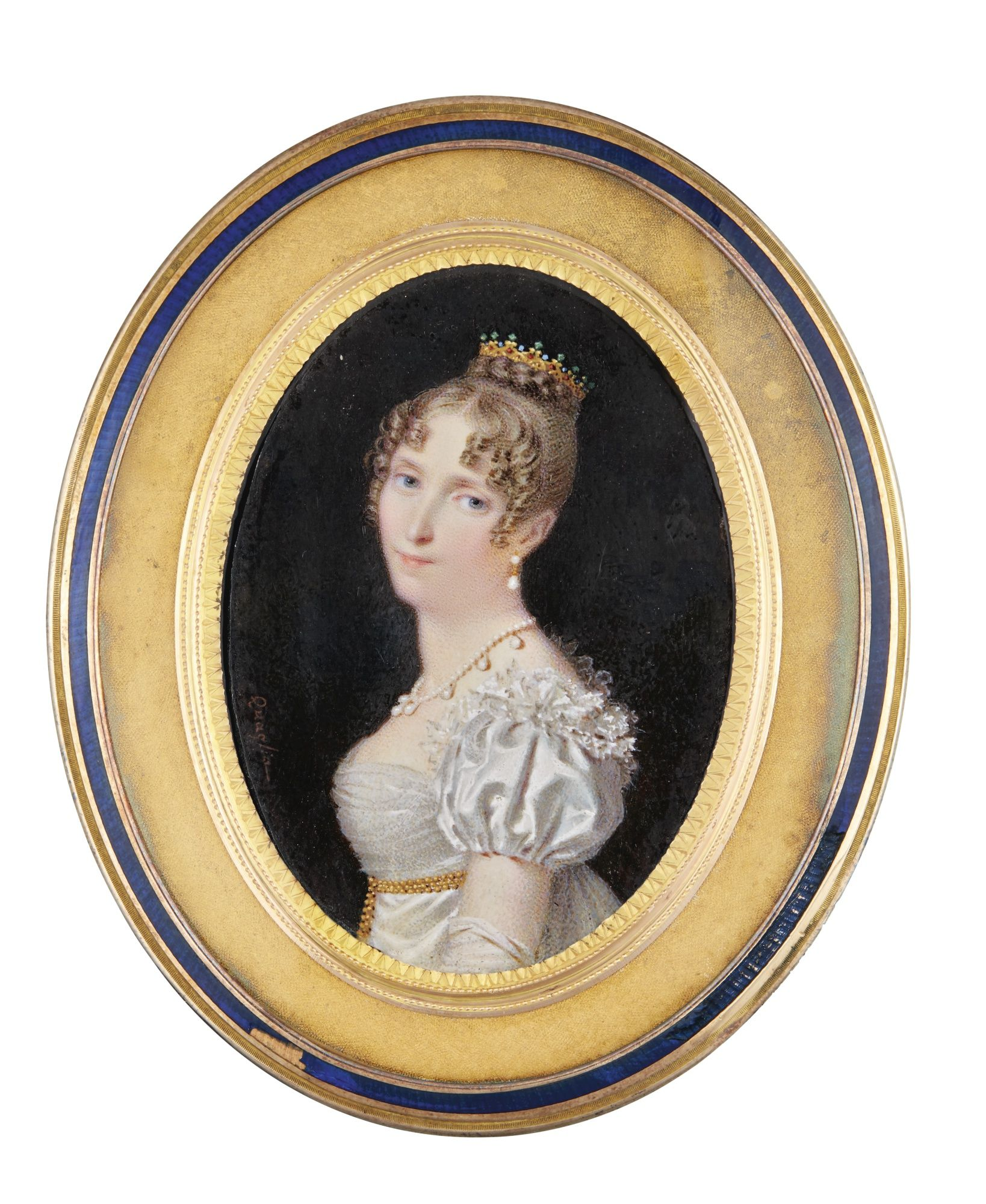
Ferdinando Quaglias Miniaturbild von Hortense de Beauharnais, Jahr unbekannt (nicht vor 1805)

Ferdinando Quaglia (* 12. Oktober 1780 in Piacenza; † 3. Februar 1853 in Paris) war ein italienischer Miniaturmaler und Lithograf spanischer Herkunft.

## Leben und Werk
Über das Leben Ferdinando Quaglias gibt es nur wenige verlässliche Informationen. Der Sohn spanischer Eltern studierte zunächst im Atelier von Gaetano Callani in Parma und setzte seine Ausbildung ab 1799 in Florenz fort. Von 1800 bis 1805 wirkte er in Mailand. Danach verließ er wie andere italienische Miniaturisten aus Mangel an Aufträgen oder auf der Suche nach größerer Anerkennung sein Heimatland.
Unter der besonderen Obhut der Kaiserin Joséphine de Beauharnais arbeitete er ab 1805 am napoleonischen Hof in Paris. Dort entwickelte er sich zu einem „Meister ersten Ranges“. Es entstanden ein bedeutendes Porträt der Kaiserin (1814), das heute im Museum Antoine-Lécuyer in Saint-Quentin aufbewahrt wird, sowie weitere Bildnisse verschiedener Verwandter der kaiserlichen Familie. Zu anderen wichtigen Arbeiten gehören Porträts des Generals Junot und der schwedischen Königin Desideria, die in Frankreich aufwuchs. Das Miniaturbild der gefeierten Opernsängerin Giuseppina Grassini, das die Künstlerin in ihrer Rolle als Dido in einer Oper des Hofkomponisten Ferdinando Paër zeigt, war von Napoléon persönlich in Auftrag gegeben worden. Bereits ab 1808 stellte Quaglia regelmäßig im Salon de Paris aus; 1814, 1822 und 1824 wurde er mit Medaillen ausgezeichnet.

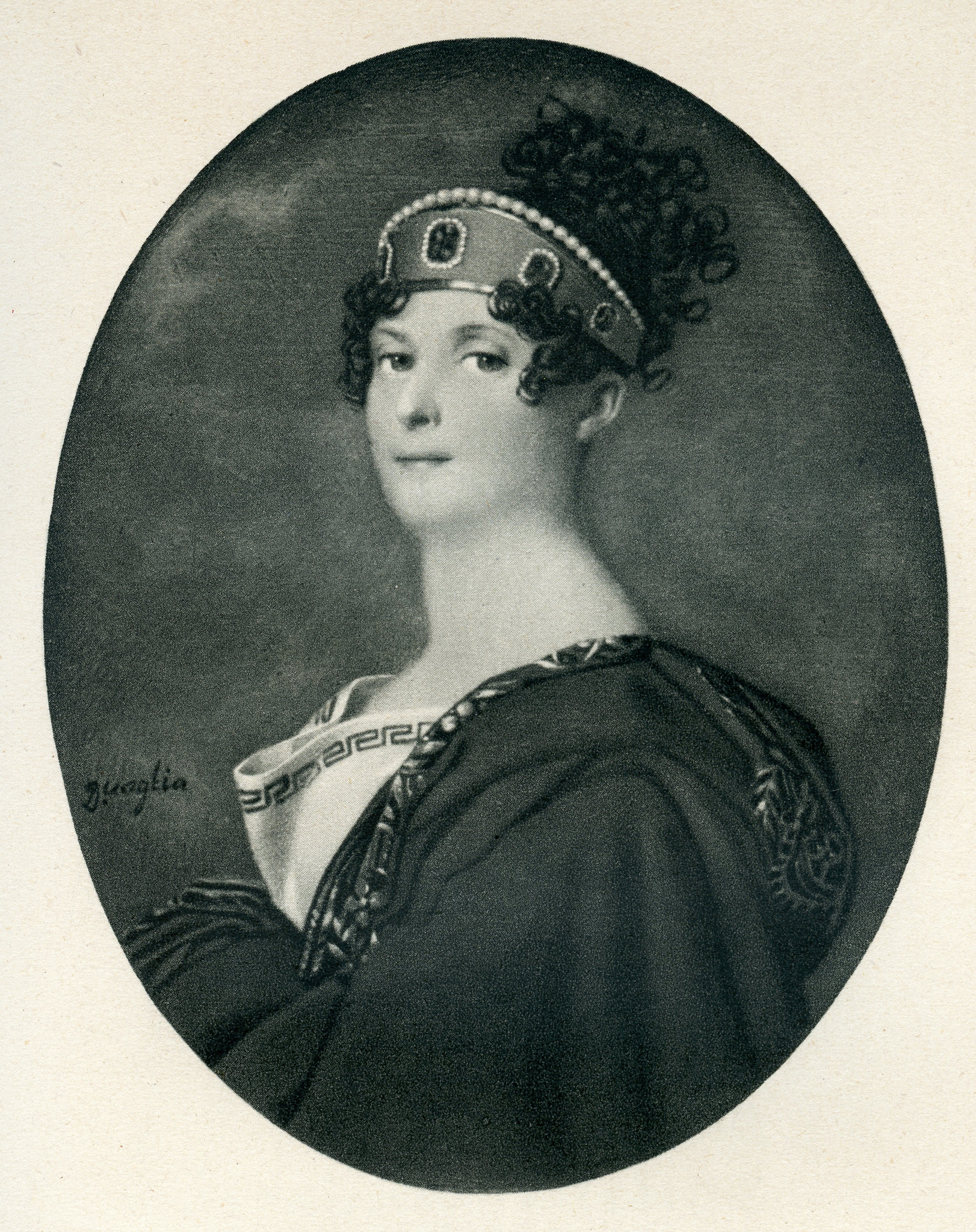
Ferdinando Quaglias Porträt von Giuseppina Grassini, circa 1811

Eine Publikation Quaglias mit Zeichnungen von Grabdenkmälern des berühmten Pariser Friedhofs Père-Lachaise erschien 1832 im Selbstverlag. Eine deutsche Übersetzung des Büchleins brachte der Quedlinburger Basse Verlag zwei Jahre später heraus.